# XXV Corpo de Exército (Alemanha)
O XXV Corpo de Exército (em alemão: XXV. Armeekorps) foi um Corpo de Exército da Alemanha na Segunda Guerra Mundial. Foi formado no dia 24 de novembro de 1938 em Baden-Baden, em Wehrkreis V. Se rendeu no dia 10 de maio de 1945 no Festung Lorient. 

## Comandantes
| Comandante                                    | Data                                           |
| --------------------------------------------- | ---------------------------------------------- |
| General der Infanterie Alfred Wäger           | 24 de novembro de 1938 - 6 de novembro de 1939 |
| General der Infanterie Karl Ritter von Prager | 6 de novembro de 1939 - 1 de maio de 1942      |
| General der Artillerie Wilhelm Fahrmbacher    | 1 de maio de 1942 - 10 de junho de 1944        |
| General der Infanterie Dietrich von Choltitz  | 10 de junho de 1944 - 16 de junho de 1944      |
| General der Artillerie Wilhelm Fahrmbacher    | 16 de junho de 1944 - 8 de maio de 1945        |

## Chef des Stabes
| Oberst i.G. Arthur Hauffe    | início de 1939 - 5 de fevereiro de 1940      |
| Generalmajor Anton Dostler   | 5 de fevereiro de 1940 - outubro de 1941     |
| Oberst i.G. Kurt Adam        | outubro de 1941 - julho de 1943              |
| Oberst i.G. Robert Bader     | 1 de agosto de 1943 - 25 de dezembro de 1944 |
| Oberst i.G. Lothar von Raven | 25 de dezembro de 1944 - 8 de maio de 1945   |

## Oficiais de Operações (Ia)
| Oberstleutnant i.G. Kurt Adam        | setembro de 1939 - maio de 1940                  |
| Major i.G. Walther Meißner           | maio de 1940 - agosto de 1942                    |
| Oberstleutnant i.G. Johann Stöhr     | agosto de 1942 - fevereiro de 1944               |
| Oberstleutnant i.G. Lothar von Raven | 15 de fevereiro de 1944 - 25 de dezembro de 1944 |

## Área de Operações
| Frente Ocidental | setembro de 1939 - maio de 1940 |
| França           | maio de 1940 - maio de 1945     |

## Serviço de Guerra
| Data             | Exército        | Grupo de Exército | Lugar                                                        |
| ---------------- | --------------- | ----------------- | ------------------------------------------------------------ |
| setembro de 1939 | 7º Exército     | C                 | Oberrhein ao sul de Karlsruhe                                |
| janeiro de 1940  | 7º Exército     | C                 | Oberrhein ao sul de Karlsruhe                                |
| julho de 1940    | 12º Exército    | C                 | Oeste da França, Stab em Belfort                             |
| setembro de 1940 | 1º Exército     | C                 | Oeste da França, Stab em Belfort                             |
| novembro de 1940 | 1º Exército     | D                 | Nordeste da França (la Baule próximo de St. Nazaire)         |
| dezembro de 1940 | 6º Exército     | D                 | Nordeste da França (la Baule próximo de St. Nazaire)         |
| janeiro de 1941  | 6º Exército     | D                 | Nordeste da França (Stab em la Baule próximo de St. Nazaire) |
| maio de 1941     | 7º Exército     | D                 | Nordeste da França (Stab em Baule próximo de St. Nazaire)    |
| janeiro de 1942  | 7º Exército     | D                 | Nordeste da França (Stab em Baule próximo de St. Nazaire)    |
| maio de 1942     | 7º Exército     | D                 | Norte da França (Stab em Redon)                              |
| outubro de 1942  | 7º Exército     | D                 | Norte da França (Stab em Pontivy)                            |
| janeiro de 1943  | 7º Exército     | D                 | Norte da França (Stab in Pontivy)                            |
| janeiro de 1944  | 7º Exército     | D                 | Norte da França (Stab em Pontivy)                            |
| maio de 1944     | 7º Exército     | B                 | Norte da França (Stab em Pontivy)                            |
| agosto de 1944   | Festung Lorient | OKW               | Lorient                                                      |
| novembro de 1944 | Festung Lorient | Marine-OK West    | Lorient                                                      |
| janeiro de 1945  | Festung Lorient | Marine-OK West    | Lorient                                                      |

## Organização
1 de setembro de 1939
- 5ª Divisão de Infantaria
- 35ª Divisão de Infantaria
- 14. Landwehr-Division

8 de maio de 1940
- 557ª Divisão de Infantaria
- 555ª Divisão de Infantaria

8 de junho de 1940
- 557ª Divisão de Infantaria
- 555ª Divisão de Infantaria

21 de dezembro de 1940
- 61ª Divisão de Infantaria
- 211ª Divisão de Infantaria
- 290ª Divisão de Infantaria

30 de abril de 1941
- 211ª Divisão de Infantaria
- 205ª Divisão de Infantaria
- 83ª Divisão de Infantaria
- 212ª Divisão de Infantaria

28 de agosto de 1941
- 211ª Divisão de Infantaria
- 205ª Divisão de Infantaria
- 709ª Divisão de Infantaria
- 712ª Divisão de Infantaria

11 de outubro de 1941
- 211ª Divisão de Infantaria
- 205ª Divisão de Infantaria
- 709ª Divisão de Infantaria

3 de novembro de 1941
- 211ª Divisão de Infantaria
- 205ª Divisão de Infantaria
- 709ª Divisão de Infantaria

18 de dezembro de 1941
- 211ª Divisão de Infantaria
- 205ª Divisão de Infantaria
- 709ª Divisão de Infantaria

18 de janeiro de 1942
- 335ª Divisão de Infantaria
- 305ª Divisão de Infantaria
- 709ª Divisão de Infantaria
- 332ª Divisão de Infantaria

11 de março de 1942
- 335ª Divisão de Infantaria
- 305ª Divisão de Infantaria
- 709ª Divisão de Infantaria
- 332ª Divisão de Infantaria

15 de abril de 1942
- 709ª Divisão de Infantaria
- 335ª Divisão de Infantaria
- 333ª Divisão de Infantaria
- 305ª Divisão de Infantaria
- 24ª Divisão Panzer
- 336ª Divisão de Infantaria
- 377ª Divisão de Infantaria

17 de junho de 1942
- 709ª Divisão de Infantaria
- 335ª Divisão de Infantaria
- 333ª Divisão de Infantaria
- 17ª Divisão de Infantaria
- 6ª Divisão Panzer
- 370ª Divisão de Infantaria

27 de julho de 1942
- 709ª Divisão de Infantaria
- 335ª Divisão de Infantaria
- 333ª Divisão de Infantaria
- 17ª Divisão de Infantaria
- Brigada "Hermann Göring"
- 6ª Divisão Panzer
- SS-Division "Das Reich"
- 337ª Divisão de Infantaria

14 de setembro de 1942
- 709ª Divisão de Infantaria
- 335ª Divisão de Infantaria
- 17ª Divisão de Infantaria
- 333ª Divisão de Infantaria
- 182ª Divisão de Infantaria
- Brigada "Hermann Göring"
- 6ª Divisão Panzer
- 337ª Divisão de Infantaria
- 257ª Divisão de Infantaria

29 de outubro de 1942
- 709ª Divisão de Infantaria
- 343ª Divisão de Infantaria
- 257ª Divisão de Infantaria
- 335ª Divisão de Infantaria
- 346ª Divisão de Infantaria
- 17ª Divisão de Infantaria
- 182ª Divisão de Infantaria
- 333ª Divisão de Infantaria
- 6ª Divisão Panzer

16 de novembro de 1942
- 257ª Divisão de Infantaria
- 346ª Divisão de Infantaria
- 17ª Divisão de Infantaria
- 333ª Divisão de Infantaria

10 de dezembro de 1942
- 333ª Divisão de Infantaria
- 17ª Divisão de Infantaria
- 257ª Divisão de Infantaria

7 de julho de 1943
- 384ª Divisão de Infantaria

26 de dezembro de 1943
- 343ª Divisão de Infantaria
- 265ª Divisão de Infantaria
- 243ª Divisão de Infantaria

15 de maio de 1944
- 43ª Divisão de Infantaria
- 265ª Divisão de Infantaria
- 275ª Divisão de Infantaria (em formação)
- 353ª Divisão de Infantaria

12 de junho de 1944
- 2. Fallschirmjäger-Division (à caminho)
- 275ª Divisão de Infantaria (em formação)
- 265ª Divisão de Infantaria
- 343ª Divisão de Infantaria

15 de julho de 1944
- 265ª Divisão de Infantaria (Maior parte)
- 343ª Divisão de Infantaria

31 de agosto de 1944
- 265ª Divisão de Infantaria
- 343ª Divisão de Infantaria
- 2. Fallschirmjäger-Division (Restante)
- 266ª Divisão de Infantaria (Restante)

16. September 1944
- 265ª Divisão de Infantaria
- 2. Fallschirmjäger-Division
- 343ª Divisão de Infantaria (Restante)
- 266ª Divisão de Infantaria (Restante)

1 de março de 1945
- Restante da 265ª Divisão de Infantaria